# Smetplank

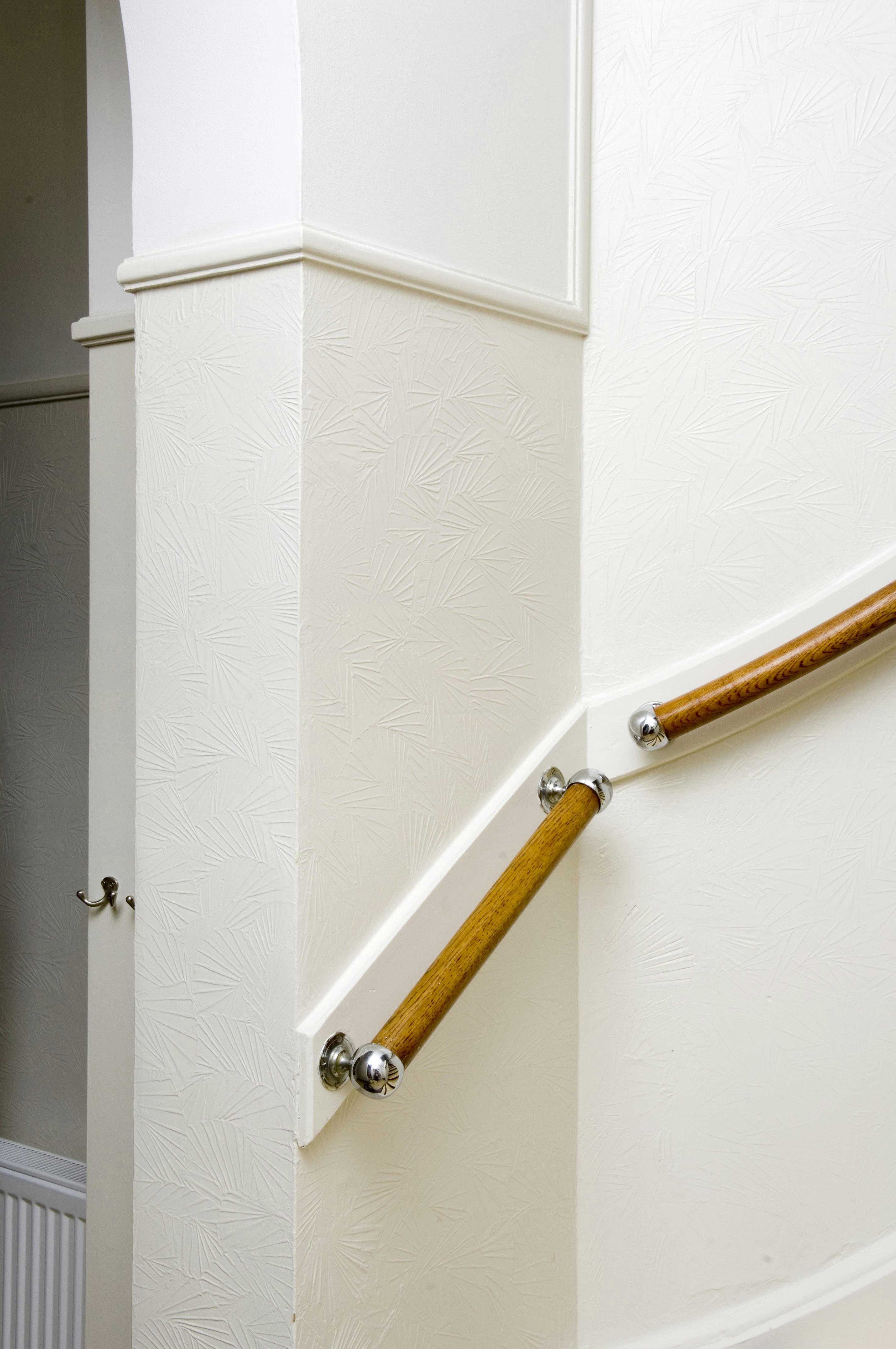
Een smetplank die voorkomt dat het reliëf op de muur vies wordt van handen die de leuning gebruiken.

Een smetplank is een onderdeel van aan de muur bevestigde trapleuningen. De plank zit tussen de leuningdrager en de muur en zorgt ervoor dat de muur niet vuil wordt. Meestal is zo'n plank makkelijker schoon te maken dan de muur waaraan deze bevestigd zit. Niet iedere trapleuning heeft een smetplank. Het is ook de benaming van een plank onder de dakgoot tegen inwateren vanuit de dakgoot.